# Aleksandar Atanacković
Aleksandar Atanacković (Belgrado, 29 de abril de 1920 - Belgrado, 12 de março de 2005) foi um futebolista iugoslavo. Ele competiu na Copa do Mundo FIFA de 1950, sediada no Brasil, na qual a seleção de seu país terminou na quinta colocação dentre os treze participantes.

## Ligações Externas
- Perfil olímpico